# Jota castellana

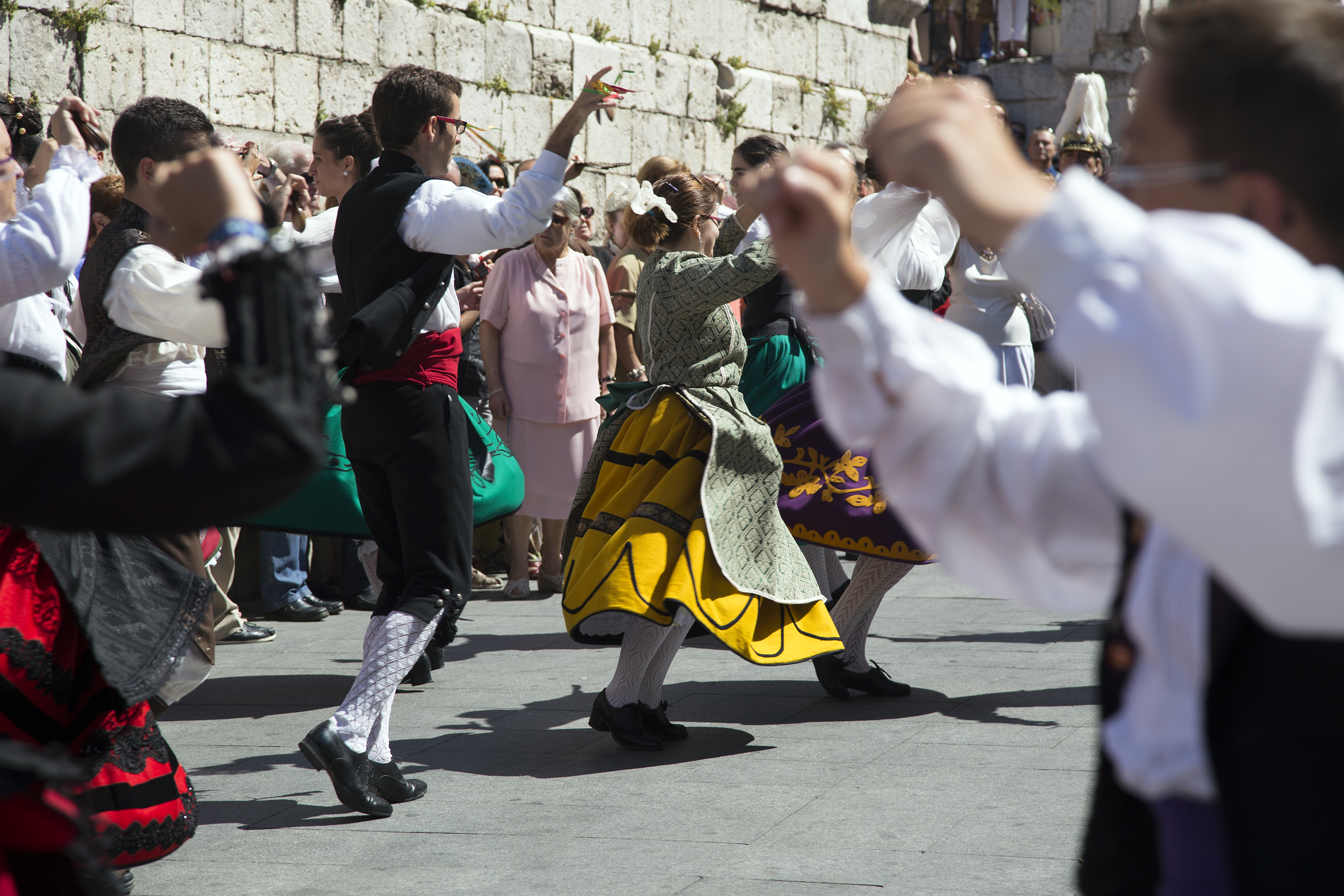
Grupo de danzas bailando una jota castellana a los pies de la catedral de Valladolid con motivo de la procesión de la Virgen de San Lorenzo.

La jota castellana es una representación de folclore castellano (propio de las comunidades autónomas; Castilla y León, en su parte castellana, La comunidad de Madrid y Castilla-La Mancha) de un género musical, la jota. El término no se remonta más allá del siglo XVIII.
Se suele acompañar con guitarras, bandurrias, laúdes, dulzaina y tambor, mientras la pareja de bailarines danza manteniendo se baila saltando con las manos en cruz, ocasionalmente acompañados de castañuelas. Estos tipos de jotas se bailan con los característicos pasos saltados, un poco picadas, y son más sobrias y menos movidas y airosas que la aragonesa. La música va frecuentemente acompañada por canciones que reciben el nombre de coplas. Estas a veces tratan del amor, de las bodas (en las que se daban consejos y alabanzas a los novios), de la vida o de su religiosidad, pero casi siempre se caracterizan por su picaresca y gran sentido del humor se baila en forma de triángulo.

## Origen
En las Aventuras en verso y prosa de Antonio Muñoz (1739), aparece una primera referencia a la palabra cuando unas mujeres de Valladolid le piden a un poeta que haga unas coplas “para cantar a la almohadilla, a la Jota, al suspiro, a la Nanita y a otras tonadillas”. En el sainete La Junta de los Payos, de Ramón de la Cruz (1761) aparece una referencia a la jota como baile.
Parece claro que el término procede de sotar, esto es, saltar o bailar. Su estructura rítmica, según ciertos autores, puede provenir del “Canario”, danza con ritmo ternario y airoso zapateado.

## Estructura
Se distinguen diferentes tipos:
- Tipo 1: A=b/B=a/A=b/B=c/A=d/B=d/A=a. Las mayúsculas indican frases musicales y las minúsculas versos octosílabos. La primera frase musical se canta con el segundo verso, la segunda con el primero, en la tercera, se repite la frase musical y la segunda literaria, etc.
- Tipo 2: A=b/B=a/A=b/B=c/C=d/B=d/C=a.
- Tipo 3: A=a/B=b/C=c/D=d, más el estribillo. También A=a/B=b/C=c+d y estribillo.

Los dos primeros tipos tienen una introducción instrumental que se suele repetir en los intermedios entre copla y copla.
La jota exclusivamente instrumental tiene cuatro partes divididas de la siguiente manera: A/B/A/C (dos veces) D/E/D/F (dos veces) G/H/G/I/G/J (dos veces) K/L/K/M (dos veces). Esta estructura se repite completa dos o tres veces.

## Variantes
- Pingacho o Pingajo: Aparece en toda la región e incluso en la región portuguesa de Miranda. Es un baile de director o Maestro (danza mixta de coro y bailarines), cuyas instrucciones sigue el grupo de danzantes ejecutando los pasos que aquel indica. De ritmo binario o ternario.
- Los Ajos: Jota popular en toda la región, fue cantada con cuatro frases musicales y estribillo, aunque se ha llegado a tocar con compás binario.
- La Cruz o la Virgen Blanca son bailes con restos de ritmos y estructuras diversos pertenecientes a paloteos, clasificables dentro de las danzas religiosas.
- El Corrido o Salteado. Consta de dos partes, la primera de movimiento oscilatorio y lateral en marcha rápida y la segunda similar a la jota. Su estructura es A/B/A/C (dos veces) D/E/D/F (dos veces). Todo se repite tres veces.
- La misa castellana basa su musicalidad en la jota castellana.